# Den gravida kvinnan
Den gravida kvinnan (italienska: La Donna gravida, La Gravida) eller Porträtt av en kvinna (Ritratto di donna) är en oljemålning som attribueras till den italienske renässanskonstnären Rafael. Den målades omkring 1505–1506 och är utställd på Palazzo Pitti i Florens. 
Tavlan målades under Rafaels florentinska period (1504–1508) då han verkade parallellt med de äldre Leonardo da Vinci och Michelangelo som båda influerade honom. Kvinnan står mot en mörk bakgrund och tycks vara upplyst av en ljuskälla framifrån vilket framhäver övergångarna mellan ljus och skugga, så kallad chiaroscuro som Leonardo också tillämpade i till exempel Damen med hermelinen. Rafael målade strax efteråt Madonna del Granduca med samma svarta bakgrund och där han än tydligare har tillskansat sig Leonardos sfumato-teknik.  
Det var ovanligt att skildra graviditet i konsten under renässansen. Det är inte fastställt vem den gravida kvinnan är; en teori är att den porträtterade är Emilia Pia da Montefeltro på grund av likheter med ett annat samtida porträtt som också attribueras till Rafael. Konstnären visar stor lyhördhet för den blivande mammans situation genom att skildra henne skör men samtidigt med en lugn stolthet. Hennes vänstra hand vilar skyddande över den putande magen medan hennes blick möter betraktarens.

## Bildgalleri

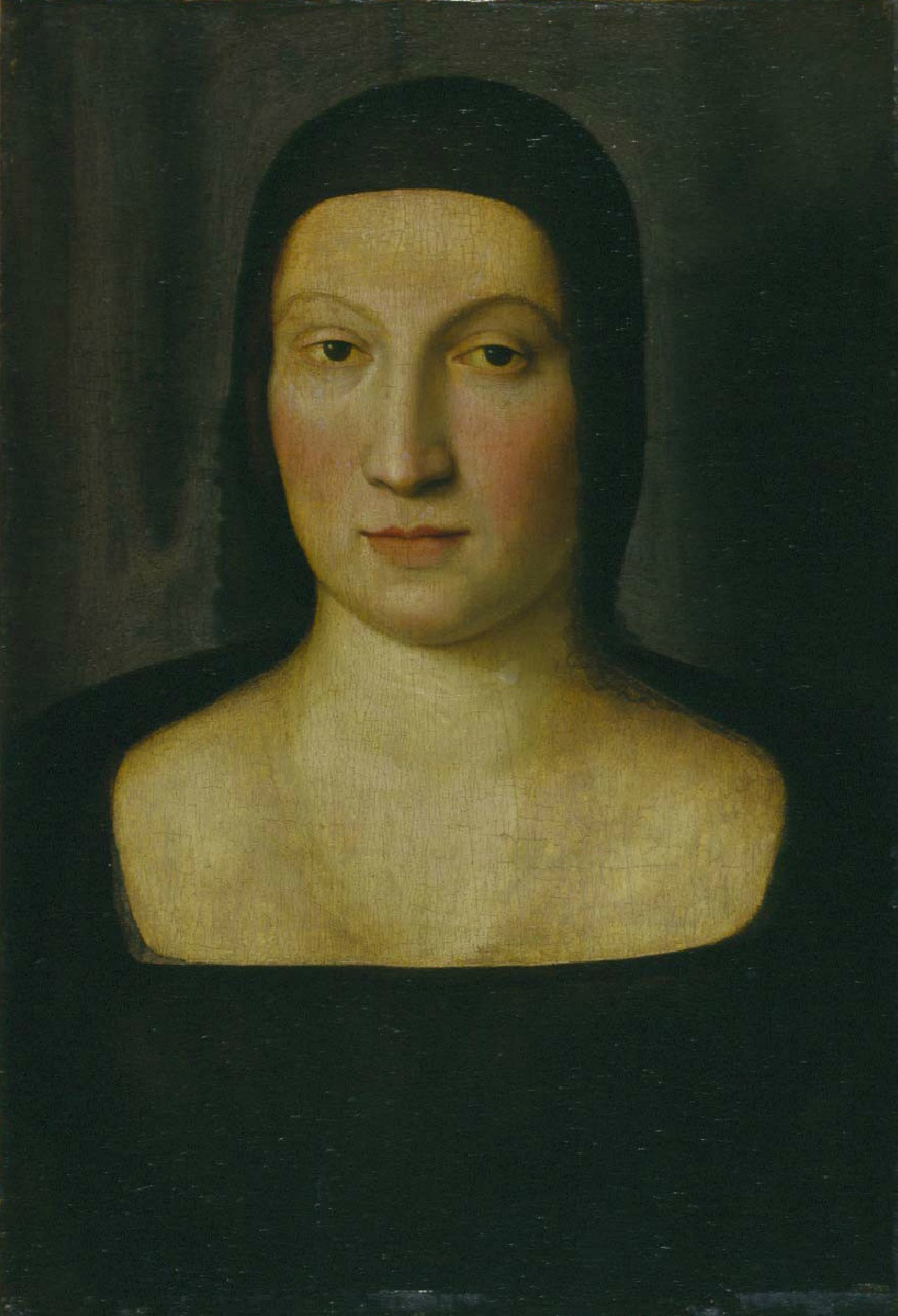
Porträtt av Emilia Pia da Montefeltro av Rafael, målad 1504–1505 och tillhör Baltimore Museum of Art.